# صعوه
صعوه‌ها،  گروهی از پرندگان هستند که در تیرۀ صعوگان (به لاتین: Prunellidae) از راسته گنجشک‌سانان جای دارند و در جهان دارای تنها یک سرده است. نام "آبدارَک" هم برای صعوه ذکر شده است (لغت‌نامه دهخدا بر اساس ربنجنی).

## فهرست گونه‌ها
تیره: صعوگان PRUNELLIDAE
- سرده: صعوه‌ها Prunella
  - صعوه کوهی, Prunella collaris
  - صعوه آلتای, Prunella himalayana
  - صعوه سینه‌سرخ, Prunella rubeculoides
  - صعوه سینه‌حنایی, Prunella strophiata
  - صعوه سیبری, Prunella montanella
  - صعوه قهوه‌ای, Prunella fulvescens
  - صعوه ابروسفید, Prunella ocularis
  - صعوه گلوسیاه, Prunella atrogularis
  - صعوه کوزلوا, Prunella koslowi
  - صعوه جنگلی, hedge accentor or hedge sparrow, Prunella modularis
  - صعوه ژاپنی, Prunella rubida
  - صعوه پشت‌بلوطی, Prunella immaculata
  - صعوه عربی, Prunella fagani

## گونه‌های ایران
در ایران چهار گونه از این خانواده وجود دارد.
- - صعوه کوهی
  - صعوه ابروسفید
  - صعوه گلوسیاه
  - صعوه جنگلی (صعوه باغی)